# Алма-Кермен (городище)
44°50′27″ с. ш. 33°54′39″ в. д.
Алма́-Керме́н — городище позднескифского поселения, возникшее в конце II века до н. э. Памятник обнаружил и зафиксировал в 1837 году в «Крымском сборнике» П. И. Кёппен. Он писал: Там теперь едва заметны основания стен, составлявших крепостцу, следы которой татары называют Кала. Он же высказал предположение, что северная часть предгорий Крыма защищалась цепью взаимосвязанных и построенных по единому плану укреплений, которые преграждали путь в горные районы и к побережью Тавриды.

## Название, расположение
Название получено по географическому признаку по реке «Алма» и слову «кермен», по-крымскотатарски означающее «крепость» — «крепость на Алме» или «Алминская крепость». Городище находится на плато левого берега реки Альмы, на северной окраине села Заветное, в Бахчисарайском районе Республики Крым. Южнее городища у подножия плато находится селище, а юго-западнее в 250 метрах — могильник.

## Описание
Археологические исследования на городище начались в 1954 году археологом Н. А. Богдановой. Затем продолжались в 1959—1967 годах под руководством Т. Н. Высотской. В результате раскопок Ю. П. Зайцева 2004—2009 годов, было выделено несколько хронолого-археологических горизонтов жизни городища, связанных с существованием позднескифского поселения и с присутствием на городище римского гарнизона. Первые раскопки показали, что жизнь здесь началась в VI—V веках до н. э. во времена тавров. В конце II века до н. э., после Диофантовых войн сюда пришли скифы. На возвышенности они устроили крепость, а у подножия — селище. Городище имеет овальную в плане форму площадью 1,3 гектара. Культурный слой доходит до 2,3 м. Дома возводились на каменных основаниях, а стены были сложены, вероятно, из саманных кирпичей. Северо-западную мысовую часть защищала мощная оборонительная стена толщиной 3,5 м. На мысу находилась самая неприступная часть города — его акрополь. Городище являлось центром сельскохозяйственного и ремесленного производства.
Во II веке новой эры XI Клавдиев легион изгнал скифов из Альма-Кермена и здесь была основана уже римская небольшая крепость. Укрепление контролировало дороги из Херсонеса и Усть-Альминской крепости. Римляне построили здесь несколько зданий, которые отличались от скифских по технологии строительства. Стены из камня были связаны известковым раствором и изнутри отделаны фресковыми росписями, крыши покрыты черепицей с клеймами легиона. В отделке этих домов использовали архитектурные детали из мраморовидного известняка: колонны, карнизы и другие. В крепости имелась стеклоделательная мастерская с тремя печами —единственный памятник такого рода в Северном Причерноморье (скифам стекловаренное производство было незнакомо). Рядом с печами на площадке готовилась шихта — смесь кварцевого песка, соды, полученной при сжигании морских растений или лесных папоротников. Иногда в шихту добавлялся свинец (здесь же были найдены слитки свинца), небольшие добавки которого придавали стеклу прочность и оно окрашивалось в жёлтый цвет. Многие найденные сосуды из алма-керменской мастерской украшены накладными нитями жёлтого стекла. Процесс производства стекла и изготовление изделий осуществлялся последовательно в трёх печах. Сначала шихта подвергалась предварительному обжигу в одной печи; затем её помещали в тигли (керамические сосуды) и плавили в следующей; далее через специальное отверстие мастер набирал жидкую стекольную массу из тигля и выдувал сосуды, помещая их в разогретую третью печь. Готовые изделия подвергались уже холодной обработке: шлифовке и гравировке.
Римский легион пробыл в крепости не более тридцати лет. Затем сюда вновь вернулись скифы. В середине III века поселение погибло от пожара и жители покинули город внезапно, о чём говорит брошенный ими скарб и даже золотые украшения. Крепость была разрушена вероятно готами, вторгшимися в это время на полуостров.